# Nándor Éber
Dans le nom hongrois Éber Nándor, le nom de famille précède le prénom, mais cet article utilise l’ordre habituel en français Nándor Éber, où le prénom précède le nom.
Nándor Éber, né le 23 mai 1825 à Buda et mort le 27 février 1885 à Budapest est un journaliste et militaire d'origine hongroise naturalisé britannique.

## Biographie
Nándor Éber a fait des études de droit à Budapest et étudie à l'académie orientale de Vienne. Il participe à la guerre de Crimée au sein de l'armée turque.

### Sa participation à l'expédition des Mille
En 1860, il se rend en Sicile et plus particulièrement à Palerme pour couvrir l'expédition des Mille pour le Times. Il profite de sa position pour dévoiler des éléments essentiels à la prise de Palerme. À l'issue de celle-ci, il intègre les troupes garibaldiennes avec le grade de colonel. Il commande un groupe de 500 volontaires hongrois, puis 3 200 hommes et 200 hussards lors la conquête de Naples.